# 1963 في الهند
فيما يلي قوائم الأحداث التي وقعت خلال عام 1963 في الهند.

## أحداث
- 28 يوليو – مصر للطيران الرحلة 869 عام 1963

## سياسة

### انتهاء فترة المنصب
- 29 أغسطس – لال بهادور شاستري وزير الشؤون الداخلية [الإنجليزية]‏.

## مواليد

### يناير
- 1 يناير – سرابجيت سينغ

### فبراير
- 24 فبراير – سانجاي ليلا بهنسالي مخرج أفلام هندي.[1]

### أغسطس
- 13 أغسطس – سريديفي ممثلة هندية.

### سبتمبر
- 7 سبتمبر – نيرجا بانوت

### أكتوبر
- 5 أكتوبر – عادل حسين ممثل هندي.

### نوفمبر
- 16 نوفمبر – ميناكشي شيشادري
- 29 نوفمبر – لاليت مودى

## وفيات

### فبراير
- 28 فبراير – راجندرا براساد (مواليد 1884) محامي هندي.[2]

### نوفمبر
- 13 نوفمبر – مارغريت موراي (مواليد 1863)[3]

### ديسمبر
- 2 ديسمبر – سابو داستاجير (مواليد 1924)[4]
- 5 ديسمبر – حسين شهيد سهروردي (مواليد 1892)[5]